# Оборона Севастополя (фильм)
«Оборо́на Севасто́поля» (другое название — «Воскресший Севастополь», 1911) — русский игровой фильм о Крымской (Восточной) войне, одна из важнейших постановок в истории российской кинематографии. Первая русская полнометражная кинопостановка.
Сохранился только сокращённый монтаж фильма с новыми титрами, подготовленный для собрания Госфильмофонда. Из него, в частности, были удалены все эпизоды подчёркнуто религиозного и монархического содержания. Фильм перешёл в общественное достояние.

## Сюжет
Фильм открывается крупными планами (кинопортретами) императоров Николая I и Александра II, а также руководителей и героев обороны Севастополя.
Военно-морской совет в Севастополе. Командование гарнизона и Черноморского флота, в том числе Нахимов и Корнилов, обсуждают стратегию обороны города и принимают трудное решение затопить корабли, чтобы перекрыть вражескому флоту вход в фарватер Северной бухты.
Потопление нашего флота. На рейде Севастополя готовят к затоплению линейный корабль «Три Святителя». Жители города собрались на берегу и прощаются с одним из лучших кораблей российского флота. Корабль расстреливают из береговых орудий.
Женщины сооружают батарею. Жители города, солдаты и матросы строят укрепления.
Первый штурм Севастополя 5 октября 1854 года. Вражеская пехота атакует укрепления. Русские войска контратакуют, затем снова отступают на позиции. Санитары выносят с поля боя оставшихся на нём убитых и раненых.
Адмирал Корнилов на Малаховом кургане. Солдаты стреляют из ружей по противнику. На бруствер поднимается адмирал Корнилов и смотрит в сторону вражеских позиций в подзорную трубу. Внезапно адмирал падает, он ранен. Корнилова уносят с бруствера в лазарет, где он вскоре умирает.
На Камчатском люнете в ночь на 11 марта. Ружейная перестрелка с противником, работа санитаров на позициях, передвижение войск.
В тылу инкерманского сражения. Матрос Кошка пробирается через линию огня и уносит тело русского солдата, над которым глумились французы.
На Четвёртом бастионе. Артиллеристы и стрелки обороняют Четвёртый бастион. После очередной атаки бастион захвачен турками. В знак уважения, враги разрешают оставшимся в живых защитникам бастиона покинуть его с оружием.
Дети собирают ядра. Севастопольские дети приносят на батарею ядра, выпущенные по городу вражеской артиллерией.
Деятельность адмирала Нахимова. Нахимов командует обороной на Четвёртом бастионе.
Между жизнью и смертью. Солдаты между боями пляшут на бастионе «Барыню» с севастопольскими девушками. Неподалёку возле полевой часовни лежат приготовленные к отпеванию погибшие. Женщина узнаёт в одном из них своего мужа.
Штурм Севастополя 28 июня 1855 года. Защитники городских укреплений отбивают нападение вражеской пехоты.
Смерть адмирала Нахимова. Нахимов смертельно ранен возле орудия на бастионе.
На перевязочном пункте. Сёстры милосердия помогают раненым. Пирогов оперирует тяжёлых пациентов. Санитары приносят всё новых и новых раненых.
Совет главнокомандующих союзных армий. Английский, французский и турецкий главнокомандующие обсуждают следующий штурм Севастополя.
Штурм 6 июля 1855 года. Объединённые вражеские войска отчаянной атакой захватывают батарею. Генерал Хрулёв скачет за подмогой и, повстречав плохо вооружённую роту, возвращающуюся со строительства укреплений, призывом «Благодетели мои! В штыки! За мною!» поднимает её в рукопашную и отбрасывает противника.
Смерть капитана Островского. Командир мушкетёрской роты штабс-капитан Островский ценой своей жизни задерживает неприятеля, угрожая взорвать бочонок с порохом.
Отступление на Северную сторону 27 августа 1855 года. Войска и жители оставляют разрушенный артиллерийским обстрелом город и переправляются через бухту на Северную сторону. Солдат прощается с Севастополем и клянётся, что вернётся сюда.
Французские ветераны. Документальная съёмка: французские участники Крымской войны на Малаховом кургане.
Английские ветераны. Документальная съёмка: британские участники Крымской войны на Малаховом кургане.
Русские ветераны. Документальная съёмка: русские ветераны Крымской войны возле орудий на бастионе. Бывшие рядовые, унтер-офицеры и сёстры милосердия по очереди подходят к камере, сверкая медалями — сначала женщины, затем мужчины, снимая фуражки. Женщина справа в белом платке одно время ошибочно считалась известной сестрой милосердия Дашей Севастопольской.
В кадре — фасад здания Военного музея Севастопольской Обороны на Екатерининской улице. Гранитные монументы с надписями «1 бастіонъ», «2 бастіонъ», мемориальные стелы «4 бастіонъ», «Язоновскій редутъ», знаменитые севастопольские памятники — затопленным кораблям, Тотлебену, Нахимову, Корнилову.

## В ролях

Иван Мозжухин в роли Корнилова

- Андрей Громов — Нахимов, адмирал
- Иван Мозжухин — Корнилов, адмирал
- Арсений Бибиков — Тотлебен, граф

### В эпизодах
- Борис Борисов
- Павел Бирюков
- Борис Горин-Горяинов
- Ольга Петрова-Званцева — маркитантка
- Николай Семёнов — матрос Кошка
- Валентина Аренцвари — императрица Евгения

### Нет в титрах
- Александра Гончарова
- Владимир Максимов

## Съёмочная группа
- Сценаристы и режиссёры:
  - Василий Гончаров
  - Александр Ханжонков
- Операторы:
  - Луи Форестье
  - Александр Рылло
- Художник: В. Фестер
- Композитор: Георгий Козаченко
- Консультант: М. Ляхов (полковник)

## Производство
По воспоминаниям Ханжонкова, идею фильма предложил Василий Гончаров, отношения с которым у Ханжонкова были сложные. Гончаров, который уже не работал в торговом доме Ханжонкова, предложил снять сверхдорогой и беспрецедентно длинный фильм об обороне Севастополя. Для организации массовых съёмок на местах сражений требовалась Высочайшая поддержка. Будучи уверенным в том, что добиться её будет невозможно, Ханжонков поставил условие: Гончаров должен сам поехать в Петербург и ходатайствовать в императорской канцелярии, и если поездка будет безуспешной, Гончаров больше не будет обращаться к Ханжонкову ни с какими предложениями. Ханжонков одолжил Гончарову денег на официальный костюм и поездку, предполагая, что такой небольшой ценой избавит себя от дальнейшего общения с назойливым режиссёром. Однако поездка внезапно обернулась полным успехом — Гончаров не только заручился Высочайшей поддержкой, но и добился того, что фильм был частично профинансирован из казны.
По распоряжению Николая II к работе над фильмом была привлечена большая группа историков и военных консультантов, которые постарались максимально точно воссоздать реалии Севастопольской обороны.
Батальные сцены в этом фильме впервые в мире снимались сразу двумя аппаратами, с панорамированием и сменой ракурсов.
В съёмках принимали участие регулярные подразделения Русской армии и ветераны обороны Севастополя 1854—1855 годов.
Картина явилась пионером натурных съемок на воде: аутентичные парусные корабли достать было невозможно, авторы решили ограничиться «потоплением» лишь одного корабля, чтобы отразить в картине важный момент осады. К подводной лодке Императорского флота была пристроена декорация борта с мачтами и реями корабля, и она с этой надстройкой опустилась на дно Севастопольской бухты. «Это было так трудно для нас и так рискованно для команды подводной лодки, что на дальнейшее „потопление кораблей“ мы не решились» вспоминал Ханжонков.
Эпизод с танцем «Барыня» не был постановочным. Оператор снял танец участников массовых сцен в перерыве между съёмками. Впоследствии было решено включить эти кадры в фильм
Первый показ фильма состоялся 26 октября 1911 года в царском дворце в Ливадии, зрителями стали Николай II и члены царской семьи.
По воспоминаниям А. Ханжонкова: «Для меня было приятной неожиданностью, когда в зале раздались аплодисменты и царь остановился около меня и поблагодарил за труды».
После царского просмотра картина «Оборона Севастополя» была с успехом показана по всей России, а ее создатели награждены: Ханжонков орденом Станислава II степени «за исключительно полезную деятельность на почве отечественной кинематографии», В. Гончаров — золотой медалью с надписью «За усердие».

## Прокат
Так как затраты на производство фильма достигли 40 тысяч рублей, вернуть эту сумму путём обычной продажи копий фильма прокатчикам не представлялось возможным — даже несмотря на ажиотажный спрос. Ханжонков обратился за советом к директору московского отделения «Пате» М. Гашу, который посоветовал смириться с убытками, так как, по мнению последнего, «в одной стране с её ограниченной сетью кинематографов безусловно нельзя покрыть подобных затрат», и рассматривать прокат фильма как чисто рекламное предприятие. Ханжонков не мог себе позволить этого, так как на съёмку фильма были брошены практически все его средства. В итоге Ханжонков не только спас ситуацию, но и получил значительную чистую прибыль, применив небывалую схему проката — он начал передавать владельцам кинотеатров исключительные права на демонстрацию картины в определённых губерниях, уездах и городах, исключительно за наличный расчёт, выдавая им любое требующееся число позитивных копий фильма по цене только обработанной плёнки. Успех был колоссальным, несмотря на сопротивление союзов кинопрокатчиков Москвы и Петербурга (которые тем самым уступили право проката картины в столицах провинциальным прокатчикам и сильно на этом проиграли).
«Оборона Севастополя» демонстрировалась в крупных кинотеатрах под специальное музыкальное сопровождение и даже звуковые «спецэффекты» — стрельба и пушечные залпы изображались холостыми выстрелами за кулисами (некоторые сеансы даже приходилось прерывать по требованию публики, чтобы проветрить помещение от пороховых газов).

## Публикации в прессе
«Оборона Севастополя», одна из первых в мире полнометражных художественных картин (продолжительностью 1 час 40 минут), явилась показателем зрелости русской кинематографии, ее возможности решать серьезные задачи.

«На днях последовало разрешение на использование хранилища севастопольского музея для воспроизведения в картинах кинематографа эпизодов обороны Севастополя. Разрешено сфотографировать исторические места обороны в пределах, не составляющих государственной тайны, и использовать, с согласия местного военного начальства, группы войск для изображения батальных сцен. На днях в Севастополь приехал с этой целью режиссёр исторических кинемо-картин В. М. Гончаров и осмотрел 4-й бастион, батарею Жерве, Малахов курган и другие места, которые будут сняты для кинематографа. Для самого изображения батальных картин, получено разрешение использовать целую пехотную дивизию, крепостную и пешую артиллерию, для чего начальниками крепостей севастопольской артиллерии заказано уже несколько тысяч разрывных снарядов. В скором времени начнутся подготовительные работы сапёрной роты для подземных взрывов и мин. Уже приготовлены подводные лодки, на которых будут поставлены борты исторических потопленных кораблей для съёмки в картинах моментов потопления нашего флота. Получены также все костюмы иностранных войск: английских, французских, турецких. В газетах печатаются объявления, приглашающие всех оставшихся ещё в живых участников славной обороны принять участие в этой воскресаемой ныне исторической картине. Музыку к картинам пишет Г. А. Казаченко». — Газета «Россия»

«В Севастополе в течение нескольких дней происходил настоящий бой. Топили наш флот на том самом месте, где действительно это событие совершалось, во время обороны. Делали атаки на Малахов курган и отбивали их, устраивали генеральный бой на всех бастионах, в которых участвовало несколько тысяч человек и т. д. Израсходовано около 3-х тысяч разрывных снарядов и всё это делалось ради кинематографа, воспроизводящего в точности картину обороны». — «Петербургская газета»

## Кадры из фильма

Адмиралы Корнилов и Нахимов с офицерами на военном совете
Адмирал Корнилов наблюдает за потоплением русских кораблей
Первый штурм Севастополя
Русские солдаты на Малаховом кургане
Смерть Адмирала Корнилова в лазарете после ранения
Матрос Пётр Кошка (в центре)
Дети собирают ядра
Между жизнью и смертью. Погибшие
Между жизнью и смертью. Эпизод с танцем «Барыня»
На перевязочном пункте
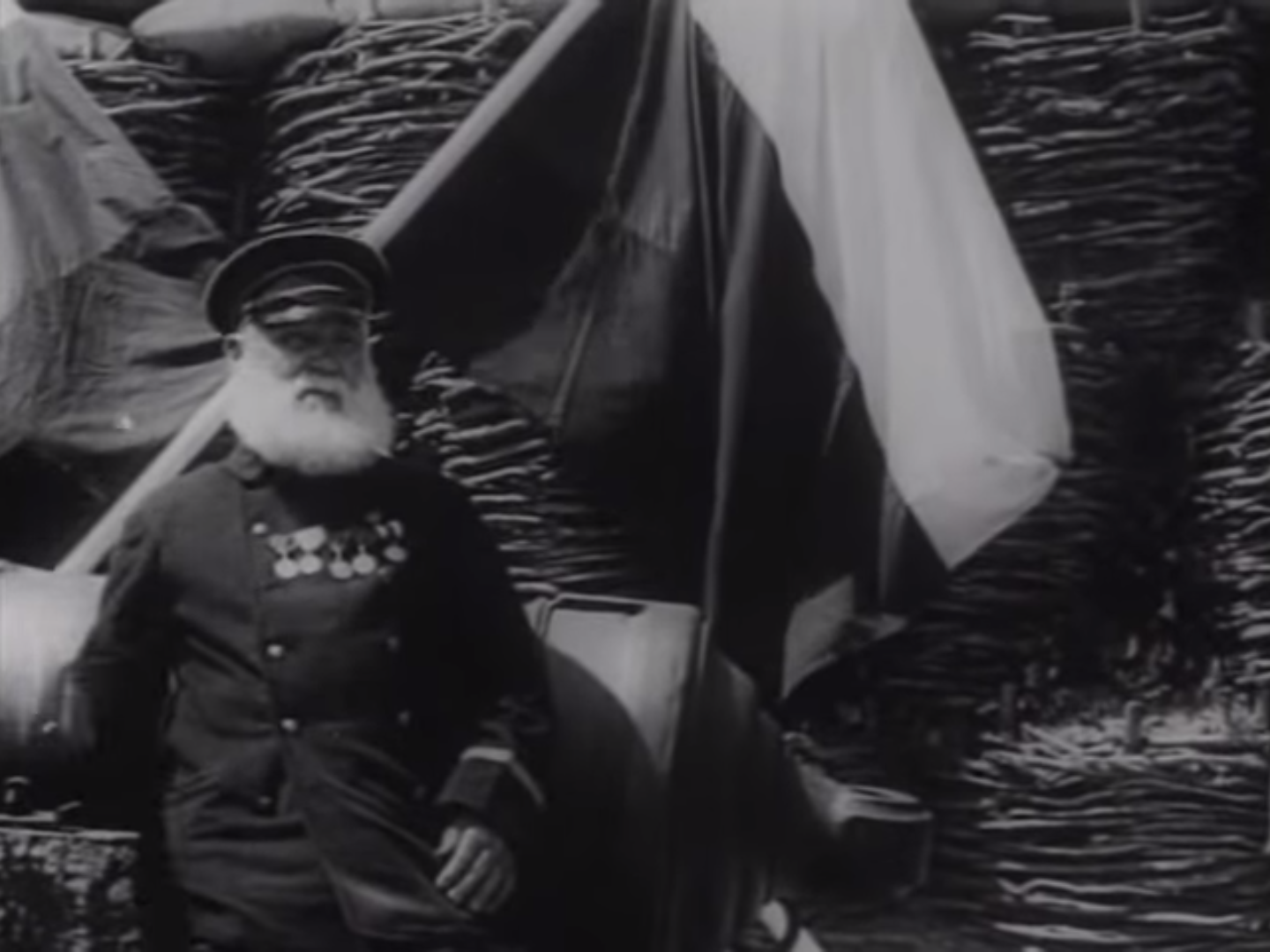
Ветеран битвы на фоне российского флага
Кадр с настоящими ветеранами сражения. На переднем плане - сестра милосердия